# Itala Mela
Itala Mela (La Spezia, 24 agosto 1904 – La Spezia, 29 aprile 1957) è stata una mistica, teologa e religiosa italiana.
Educata cristianamente, attraversò una grave crisi spirituale a seguito della morte del fratello, giungendo a dichiararsi atea, ma tornò alla fede nel 1922. Successivamente assunse i voti come Oblata Benedettina, col nome di Maria della Trinità.
Fu autrice di una serie di scritti teologici sul tema della Presenza e Inabitazione trinitaria nell'uomo durante la vita terrena, che per lei viene a coincidere totalmente con la fede cristiana.

## Biografia
Nata da Pasquino e Luigia Bianchini, entrambi maestri elementari atei poco sensibili alla vita religiosa cristiana.
Itala Mela trascorse gli anni dal 1905 al 1915 insieme ai nonni materni, di fede cattolica, che la prepararono spiritualmente alla Prima Comunione e alla Cresima.

Nella Cappella della Pia Casa di Misericordia, il 9 maggio 1915 ricevette la Prima Comunione, e il 27 maggio la Cresima.
Scoppiata la Prima guerra mondiale, padre e fratello furono inviati al fronte italiano.
Il 27 febbraio 1920 morì il fratello Enrico, di nove anni, al termine di una lunga malattia. Il dolore e il trauma di questo episodio portarono Itala ad un distacco dalla religione.
Durante questo vissuto famigliare travagliato, Itala Mela era iscritta al locale liceo classico "Lorenzo Costa", una delle scuole più rinomate e selettive del luogo, meritocratica, in modesta misura elitaria.
Uniche ragazze in classi prettamente maschili, Angela Gotelli fu la sua compagna di classe con la quale nacque un'amicizia cristiana durata per tutta la vita.
Itala Mela si distinse subito per l'impegno profuso nello studio e per i brillanti risultati scolastici, legata ad un disinteresse personale verso piani futuri e ambizioni particolari di successo.

Il contesto di quegli anni furono una famiglia ed un ambiente scolastico culturalmente e moralmente elevati. Il liceo fu per lei il punto di incontro con persone di opposta estrazione confessionale e politica, prima della conversione che indirizzò le sue frequentazioni nell'ambito cattolico.
L'11 novembre 1922 iniziò gli studi all'Università di Genova, dimorando presso l'Istituto delle Suore di Nostra Signora della Purificazione. Frequentò la facoltà di Lettere Classiche, dove si laureò nel 1928. 

Dopo un'adolescenza tenacemente atea, durante gli anni dell'università si convertì radicalmente, grazie all'aiuto di due sacerdoti genovesi della FUCI. Questi nuovi elementi biografici emersero durante il IV Convegno Ecclesiale Italiano (Verona, 2006). Tema del convegno era il ruolo dei cristiani quali testimoni del Cristo risorto e "motore politico" di una società divinamente ordinata e giusta.
Nel 1922 Itala visse una profonda crisi spirituale, che la riavvicinò alla fede. Alla Vigilia dell'Immacolata Concezione si confessò dai cappuccini con Padre P. B. Marchisio. Nella Messa del giorno seguente partecipò al sacramento eucaristico.
Nel 1923 entrò a far parte della FUCI, che tra la fine degli anni '20 e l'inizio dei '30 si stava riorganizzando sotto la guida di monsignor Giovanni Battista Montini, il futuro Papa Paolo VI. Qui, ritrovò Angela Gotelli che della FUCI diventerà presidente nazionale, mentre Itala Mela assumerà responsabilità gradualmente più importanti, fino ad essere nominata dirigente nazionale. Le personalità di Itala Mela e Angela Gotelli furono specificamente ricordate anche durante il convegno nazionale della FUCI, svoltosi a Genova nel 2004. Erano membri del direttivo della FUCI, fra gli altri, i beati Moscati e Pampuri, il servo di Dio Ludovico Necchi e il beato Pier Giorgio Frassati.
Gli anni dell'associazionismo "fucino" furono critici nella formazione di eminenti personalità del mondo cattolico italiano, e perciò anche la conferma ecclesiale di un valore storico dei movimenti sorti nel solco dell'Azione Cattolica, come punto di riferimento degli universitari e dei laureati italiani. Alla FUCI, Itala Mela ebbe contatti con Aldo Moro, Giulio Andreotti, padre Agostino Gemelli, fece conoscenza del cardinale Ildefonso Schuster, di mons. Adriano Bernareggi, e di Giovanni Battista Montini, assistente ecclesiastico nazionale dell'associazione.
Mons. Montini e mons. Bernareggi definirono Itala Mela rispettivamente "una ribelle anarchica" e ignara della mistica cristiana. Itala Mela era ancora una giovane studentessa di Lettere a Genova, quando furono espressi questi giudizi, cui nei decenni successivi seguirono alcune dichiarazioni pubbliche di elogio.
Durante l'estate 1924 iniziò a manifestarsi la vocazione religiosa di Itala, osteggiata da alcuni esponenti del clero, e, in seconda istanza, dalla famiglia.
Itala Mela proseguì comunque nel suo cammino spirituale. Nel 1925 prese a comporre una tesi dal titolo "L'epistolografia cristiana e S. Cipriano". Le ricerche bibliografiche avevano luogo contestualmente alle letture bibliche, ai ritiri e agli esercizi spirituali, di cui era assistente locale il genovese mons. Giacomo Moglia (1881-1941), fondatore della Congregazione Figlie della Chiesa.
Nell'autunno del 1925, Padre Marchisio si ammalò e mons. Moglia divenne il direttore spirituale di Itala. Il 1º maggio la mistica fece voto di obbedienza, e il primo venerdì di giugno voto di verginità.

Mons. Bernareggi seguì personalmente la sua vocazione monastica e l'ingresso presso i benedettini.
Nel 1928 Giuseppe Siri fu nominato professore di teologia dogmatica a Genova, fra i massimi esperti mondiali di tomismo.
Nella primavera del 1928, Itala Mela discusse con l'abate Schuster un progetto di rinascita della vita monastica femminile in Italia, che avrebbe dovuto dare origine a Civitella, una comunità di sorelle, che avrebbero preventivamente condotto il periodo di noviziato ad Amélie, per concluderlo nell'Abbazia di Santa Scolastica a Dourgne.
Il 3 agosto 1928, a Pontremoli, mentre era raccolta in preghiera nella chiesa del seminario diocesano, visse la più importante esperienza mistica della sua vita terrena. Nei suoi manoscritti, raccontò di essere stata colta da una luce abbagliante che proveniva dal Tabernacolo, e di aver udito la voce di Dio che la chiamava a diffondere nel mondo il Divino Mistero della partecipazione umana alla vita trinitaria e dell'Inabitazione, in onore del quale scelse il nome di Maria della Trinità.
Questo fondamentale momento della sua vita fu la sorgente di una radicale riflessione e ispirazione teologica, intrisa dalla lettura e personale rielaborazione teologica degli scritti all'esperienza di Paolo di Tarso. Con la biografia dell'apostolo dei Gentili, condivideva un radicale rifiuto della fede cristiana, seguito dalla conversione secondo modalità similari (unitamente al tema dell'Inabitazione trinitaria, come descritta in Atti degli Apostoli 22,6-30).
Letture e meditazioni segnarono l'inizio nutrirono la sua vocazione religiosa e le sue esperienze mistiche.
Partita per Milano, le fu assegnato mons. Adriano Bernareggi quale direttore spirituale.

Il giorno di Pentecoste promise a Dio di consacrare la propria esistenza «all'amore misericordioso», offrendo il proprio impegno e la propria penitenza in segno di sacrificio riparatore. La domenica seguente, festa della Santissima Trinità, assunse il nome di Maria della Trinità.

Questa particolare devozione animava le religiose che intendevano vivere ad imitazione, immagine e somiglianza di Gesù Cristo in quanto Agnello di Dio crocifisso e risorto, condividere la sua Passione, offrendo la propria penitenza, pur senza colpa, per procurare la misericordia a favore dei peccatori impenitenti.
A settembre terminò una concertazione con l'abate Vandeur e mons. Bernareggi per accedere alla vita monastica. Dom Eugene Vandeur (1875-1968), monaco a Maredsous e dal 1909 priore di Mont César (a nord di Lovanio), fu il fondatore di una comunità femminile a Bruxelles, cui cinque anni dopo seguì l'affidamento del monastero benedettino "Ancilla Domini" (sul Mònt-Vierge, vicino a Wépion, in Belgio).
Durante un ritiro della FUCI, presentò i sintomi di una particolare forma di febbre che la condusse in punto di morte.
Il 2 marzo 1929 i medici le diagnosticano pleurite ed endocardite. La malattia costrinse Itala ad abbandonare anche l'impegno fucino.
Schuster era intanto divenuto cardinale di Milano: per suo desiderio, e su consiglio di Bernareggi e Moglia, Itala prese alloggio presso il monastero benedettino di Via Bellotti.
Il 20 giugno 1930 rinnovò davanti a mons. Bernareggi i voti di verginità, povertà e obbedienza e, secondo la formula benedettina, di conversio morum.
Il 4 gennaio 1933 concluse il noviziato benedettino con la professione come Oblata dell'Abbazia di San Paolo fuori le Mura di Roma. In privato, davanti a mons. Bernareggi, assunse anche i voti di verginità, povertà, obbedienza e conversione di vita. Il 9 giugno dello stesso anno assunse un quinto voto di consacrazione alla Santissima Trinità. Da quel momento in poi considererà centro della sua vita e della sua missione nella Chiesa far conoscere e proclamare il mistero dell'Inabitazione della Trinità nel cristiano. Il 27 luglio Itala fece ritorno alla Spezia.
Nel 1936 affermò di avere frequenti visioni della Trinità, nonché di essere oggetto di persecuzioni di Satana, anche a causa dei suoi scritti e della sua notevole attività ecclesiale, principalmente svolta nel riserbo monastico, privo di visibilità e di pubblico protagonismo.

L'anno successivo soffrì la perdita della madre, e fra varie difficoltà economiche, fu obbligata ad abbandonare l'insegnamento.
Il 21 aprile 1941 mons. Bernareggi, suo padre spirituale, presentò a Pio XII, che lo approvò, il Memoriale di Maria della Trinità, nel quale Itala aveva presentato la sua vocazione.

Dal 5 al 15 ottobre 1946 partecipò a Genova agli Esercizi spirituali, concependo il progetto di creare una famiglia sacerdotale.
Trascorse gli ultimi anni di vita alla Spezia, costretta dalle cagionevoli condizioni di salute a non frequentare più la Chiesa dei Santi Giovanni e Agostino, sua parrocchia di riferimento.
Dal 18 febbraio al 24 aprile 1957, nonostante la sua afasia, riuscì a farsi capire con i gesti e con lo sguardo, il sorriso e il cenno del capo. Il 25 aprile alle 16:00, dopo un nuovo attacco, entrò in coma per quattro giorni e il 29 aprile alle 18:30 si spense a La Spezia, sua città natale, mentre le campane della Chiesa di San Giovanni e Sant'Agostino suonavano per la benedizione eucaristica. Fu rivestita dell’abito da sposa di una sua allieva che era diventata carmelitana, abito che era stato indossato da questa per il giorno della vestizione. La cameretta in cui si spense fu oggetto dell'omaggio di una folla innumerevole.
Le sue spoglie furono traslate nella cripta della Cattedrale di Cristo Re. Nel luogo in cui sono custodite le sue spoglie, è raffigurato la mano destra con le prime tre dita aperte, simbolo frequente nell'iconografia cristiana dei Dottori della Chiesa.
I suoi scritti originali sono conservati presso l'Archivio Diocesano presso il Seminario vescovile di Sarzana. I reperti di Itala Mela furono dattiloscritti dalle monache del Monastero di Santa Maria del Mare in località Castellazzo. In seguito, una commissione di esperti verificò la fedeltà delle copie dattiloscritte agli originali. L'archivio conserva sia gli scritti autografi di Itala Mela che le copie dattiloscritte (che sono le uniche consultabili per il pubblico).

## Dopo la morte
Il 21 novembre 1976 fu dichiarata serva di Dio, e iniziò per lei il processo di beatificazione, del quale fu nominato postulatore mons. Franco Ricciardi, direttore spirituale e poi pro-rettore del Seminario diocesano di Sarzana. Nel 1983, la ricognizione canonica delle sue spoglie mortali diede esito positivo.
Il 12 giugno 2014 fu dichiarata Venerabile. Il vice-postulatore della causa di beatificazione fu don Gian Luigi Bagnasco, sacerdote diocesano a Levanto.
In occasione del Convegno delle Chiesa italiane di Verona del 2006, le chiese della Liguria scelsero Itala Mela quale testimone esemplare del loro patrimonio di fede e spiritualità.
Il 14 dicembre 2015, papa Francesco ha ricevuto in udienza privata il cardinal Amato, prefetto della Congregazione delle Cause dei Santi, promulgando i decreti che riconoscevano l'autenticità di cinque miracoli e autorizzavano la canonizzazione della beata svedese Maria Elisabetta Hesselblad e la beatificazione dei quattro Servi di Dio Itala Mela, Ladislao Bukowiński, Maria Celeste Crostarosa e Maria di Gesù.
Secondo il decreto, una neonata morta sarebbe stata inspiegabilmente resuscitata da una preghiera di intercessione rivolta a Itala Mela che avrebbe operato tale miracolo. Il miracolo della neonata resuscitata riguarda la figlia di due medici, nata all'ottavo mese di gravidanza, l'8 febbraio 1999. La madre subì un parto cesareo d'urgenza durante il quale mostrò i segni di un'emorragia, mentre la neonata non diede alcun segno di vita per vari minuti, malgrado i ripetuti tentativi di rianimazione del personale medico presente. Ad un certo punto, la bambina riprese improvvisamente ad avere buoni parametri vitali e di coscienza, senza una spiegazione plausibile del fatto clinico, che fu testimoniato al postulatore della causa di beatificazione dal personale medico e infermieristico presente, che peraltro non era di parte cattolica, bensì per la maggior parte ateo o gnostico.

Un quotidiano rilevò che «diversamente da altri mistici costretti a difendere il proprio pensiero dal dubbio e dal sospetto, fu [all'epoca] subito creduta ed approvata dalla Chiesa».
Solamente tre anni dopo, la famiglia venne a sapere dalle monache di clausura che una infermiera (Diva P.) aveva telefonato dalla sala parto al convento delle clarisse di Sarzana,, perché pregassero per l'intercessione di Itala Mela in favore della neonata.
A seguito di tutto questo, Itala Mela è stata proclamata beata la mattina di sabato 10 giugno 2017 durante una solenne celebrazione eucaristica svoltasi in piazza Europa a La Spezia e presieduta dal Cardinale Angelo Amato, allora presidente della Congregazione delle cause dei santi, e concelebrata dal cardinale Angelo Bagnasco, metropolita dell'Arcidiocesi di Genova.
Sebbene sia spirata il 29 aprile, la memoria liturgica facoltativa è stata fissata al 28 aprile poiché la festività di San Francesco di Assisi e santa Caterina da Siena, patroni di Italia, era prevalente.
La reliquia del miracolo, custodita nel Monastero benedettino di Santa Maria del Mare, in località Castellazzo nei pressi di Sarbia, dove Itala Mela dimorò avrebbe dimorato per alcuni anni. La reliquia fu oggetto di pubblica ostensione nel corso di una Santa Messa alla quale furono presenti circa 4.000 fedeli, abbati benedettini e oltre trenta vescovi, fra i quali gli ordinari delle diocesi liguri, i vescovi di Tortona, Alessandria e di altre varie diocesi della Toscana.
Il 16 giugno 2017 è stata apposta una targa commemorativa nel Monastero di Santa Maria del Mare.

Il 27 aprile 2019, il Comune e la Diocesi di La Spezia hanno collocato una seconda targa commemorativa nella dimora nativa di Itala Mela.
La sintesi del suo pensiero è il dono gratuito, silenzioso, umile e fedele di un amore caritatevole nei confronti del prossimo quale precondizione necessaria e sufficiente dell'ingresso di Dio, Amore e Trinità, all'interno del cuore dell'uomo e del perdurare della sua Presenza reale, piacevole e vivificante fonte di forza, direzione e sostegno di un'esistenza terrena vissuta in modo autenticamente cristiano.
In occasione della festa della Santissima Trinità, durante l'Angelus di domenica 11 giugno 2017, il Pontefice ha ricordato l'esempio mistico di Itala Mela e le parole del cardinal Amato pronunciate durante la Messa Pontificale di beatificazione:
(Roma, 11 giugno 2017.)
Sebbene Itala Mela sia morta il 29 aprile, la sua memoria si celebra il giorno precedente poiché il 29 è la ricorrenza di San Francesco d'Assisi e di Santa Caterina da Siena, patroni d'Italia, la cui memoria liturgica prevarrebbe su quella di Itala Mela.
In suo onore, il Comune di La Spezia ha intitolato una scalinata tra via XXVII Marzo e via dei Colli.

## Spiritualità
Itala Mela ha lasciato una grande mole di scritti, in massima parte ancora inediti: lettere, relazioni dei ritiri e degli esercizi spirituali, note e appunti biografici, che formano oggi 42 volumi dattiloscritti.
Il messaggio di cui è portatrice Itala Mela è quello di richiamare i credenti alla consapevolezza dell'Inabitazione della Trinità, da lei considerato il mistero essenziale e più affascinante della fede cristiana, e la valorizzazione della Festa della Santissima Trinità. In questo modo, la vita terrena è un viaggio verso la Divina Eucaristia e un addestramento in ordine al fine ultimo di ogni ente umano, che è creato per salvarsi e per la vita ultraterrena in Paradiso: la piena e perfetta partecipazione alla vita delle Tre Divine Persone, nella visione della verità e contemplazione di Dio Uno e Trino.
Sebbene l'inabitazione trinitaria sia stata nel corso dei secoli un'esperienza vissuta da numerosi santi mistici cristiani, nella storia della Chiesa Itala Mela è stata la prima a parlarne così diffusamente e a consacrare la sua esistenza alla nozione teologica dell'Inabitazione. La rarità delle opere dedicate a questo tema è anche dovuta alle eresie cristologiche che negavano la natura divino-umana di Gesù, riducendolo ad un uomo inabitato dallo Spirito Santo Dio (adozionismo, Teodoro di Mopsuestia, nestorianesimo) o dal Verbo (apollinarismo). 
(Manoscritti, 4,52)
(Manoscritti, 39,141)
(Ms. 33 , 219 , in L. 125)
Nell'opera "Nel Dialogo delle Tre Persone" tratta della Trinità e dell'Inabitazione. Racconta l'esperienza dell'Inabitazione Trinitaria, descritta come uno stato cosciente, di grande gioia e piacere fisico, in cui localizza la Presenza divina nel proprio cuore e percepisce distintamente le Tre Persone della Trinità, mentre ordinatamente dialogano tra Loro e con la sua anima. Confrontabile con la nozione della filosofia idealistica, riprende il concetto di oggettività definita come inter-soggettività, vale a dire come ciò che è comune a più di un soggetto: intende l'oggetto come ciò che è perché è percepito identicamente dai sensi o dalla mente di più di un soggetto (e sempre in maniera identica, di qualsiasi altro eventuale soggetto riesca a in anima e corpo partecipare allo stesso fatto). La presenza di più soggetti, oltre ad essere condizione necessaria per l'esistenza di qualsiasi oggetto, può pure essere da sola condizione sufficiente che fa essere le creature: per creare l'ente fuori di sé non è sufficiente un Dio Uno, ma è necessaria la Sua natura Trinitaria, un Dio Uno e Trino, in cui le Tre divine Persone dialogono da sempre e per sempre, ma con lo stesso ordine di processione che manifestano al creato: Figlio che procede dal Padre, e Spirito Santo che procede dal Padre e/o dal Figlio. Quindi, piuttosto che un dialogo è un sillogo (sillogismo) , le cui premesse sono le Persone stesse (Padre e Figlio) e la conseguenza è lo Spirito Santo, da esse procedente: ognuna delle Tre Persone infatti nel Prologo al Vangelo di Giovanni è tutto il Verbo.
La resurrezione di un morto è un miracolo molto raro nella Bibbia (Lazzaro, Tabita, Eutico) e anche nelle agiografie dei santi. Itala Mela fu appunto beatificata per il miracolo della resurrezione di una fanciulla nata prematuramente e la cui morte era stata attestata dall'equipe medica presente all'evento. Il miracolo fu attribuito all'intercessione di Itala Mela, che all'epoca era già trapassata. I tre episodi biblici furono operati per mano di Gesù, san Pietro e san Paolo mentre erano ancora in vita.

La facoltà di donare o togliere la vita segna il massimo grado possibile di partecipazione alla vita e ai carismi di Dio Creatore.
Itala fa risalire l'inizio del suo dialogo con Dio all'esperienza avuta il 3 agosto 1928 nel Seminario di Pontremoli. Secondo il suo racconto, di passaggio a Pontremoli, si recò a parlare con Monsignor Corradini, suo confessore, e mentre il sacerdote stava dicendo che molte anime anche migliori «non avvertono» la divina presenza, vide venire su di lei un raggio di luce dal tabernacolo, e udì le parole: Tu farai conoscere la Trinità.
Si trattava di una visione da Itala percepita con i suoi cinque sensi, della quale Monsignor Corradini, pur presente, non ebbe però percezione. Camminando per Pontremoli ed entrata nella Chiesa di San Pietro, confermò poi a Dio la sua vocazione. La mistica Itala Mela era nota per la sua capacità sensibile (né sensitiva né extrasensoriale-medianica) di avvertire la presenza dell'Eucaristia a notevole distanza, ben prima che il luogo sacro fosse a lei visibile, fatto di carismi dello Spirito Santo donati gratuitamente e per altrui servizio (quindi non irrevocabilmente) sia al corpo che all'anima di ogni uomo resosi cosciente del Suo innato e Divino Ospite.
Dagli scritti emerge subito ad un primo impatto la cultura e il genio di Itala, e la sua intensa vita interiore ispirata a Dio, e nondimeno manifesta in una altrettanto equilibrata vita esteriore e sociale, cose che tengono lontano qualsiasi dubbio di malattia mentale (o tentativo denigratorio in merito): il suo stesso Verbo ora ci dice che la manifestazione dello spirito nel fatto paranormale non è per affatto riservata a pochi eletti, ma è pure limitata dalla natura dell'uomo creato libero, che deve prima credervi ed essere preparato ad assistere.
A settembre, durante il Congresso di Genova della FUCI, parlò della vocazione di Pontremoli a mons. Moglia e Sargolini, i quali con sua sorpresa non le ordinarono di dimenticare, ma la trovarono adatta ai tempi («Se è Dio, Dio confermerà», Mons. Sargolini).
In un ritiro nel 1952 annotava parole che riassumono la sua esperienza mistica:
Dal 1937 Mela ricevette il dono spirituale delle stimmate ogni venerdì. Ricevette anche il dono della trasverberazione del cuore (agosto 1938). 
 La sua adorazione per l'Inabitazione la portò a fondare nel 1946 una famiglia religiosa composta da sacerdoti e laici impegnati nel diffondere tale devozione.

## Nell'arte
Clemente Terni compose in suo ricordo una cantata per contralto, tenore e basso con strumenti e percussioni, molto liberamente ispirata ai testi raccolti nel volume In un mare di luce e alla lauda Alta Trinità beata contenuta nell'antico Laudario di Cortona, datato al XIII secolo. La prima rappresentazione ha avuto luogo a San Miniato al Monte, presso il Monastero di san Leonardo, non distante dal tempio di San Salvatore al Monte, un microcosmo del tempio celeste che fu affrescato da Leonardo da Vinci.
In onore di Itala Mela, il maestro frate Claudio Grana OCD ha composto l'inno Se mi ami davvero (n. 1978). Le strofe derivano dalla Elevazione alla Trinità di S. Elisabetta della Trinità.

## Opere
- Itala Mela, Monastero benedettino di Santa Maria a Mare (stenografia), Marinasco, Nel dialogo delle tre persone, Sarzana 1976 OCLC 1403424556 Accesso del 26 gennaio 2025. (4 quaderni; codice ISBN non disponibile)[36]
- Quo tu non vis (Dove tu non vuoi). Itinerario spirituale, Libreria Editrice Vaticana 2002, ISBN 88-209-7286-7
- In un mare di luce. Scritti mistici, Piemme 1999, ISBN 88-384-4175-8
- Amare l'amore, Mondadori, ISBN 88-04-43632-8
- Itala Mela, L'ascesi alla luce dell'Inabitazione, in Ritiri mensili 1958, 1959, 1960, 1961, Apostolato per la Comunione frequente agli ammalati, Genova, 34 p.[37]
- Itala Mela, Luigi Crippa (curatore), Pensieri sull'obbedienza benedettina, Editrice Domenicana Italiana, 1° ottobre 2014, EAN 9788898264339, ISBN 889826433X.

Una bibliografia degli studi e antologie su Itala Mela è stata curata da Anna Maria Valli.

### Epistolario
Nel corposo epistolario di Itala Mela raccolto nei suoi volumi dattiloscritti, erano presenti solo sette delle circa cento lettere inviate dal 1931, alla vigilia della sua vestizione di oblata, sino al 1956, pochi mesi prima della morte nella casa in via del Torretto.
Le lettere erano indirizzate agli abati di San Paolo fuori le Mura Ildebrando Vannucci e al successore Cesario D'Amato e al direttore degli oblati, d. Giuseppe Turbessi al quale succedette d. Ippolito Boccolini..

Le lettere vertevano sulla riforma liturgica e il ritorno al canto gregoriano, rilanciato da Prosper Guéranger, nonché sulla costruzione del monastero di Santa Scolastica presso Civitella San Paolo, a nord di Roma, una proposta avanzata da Schuster e attuata dal Vannucci.